# Siboglinoides caribbeanus
Siboglinoides caribbeanus är en ringmaskart som beskrevs av Southward 1971. Siboglinoides caribbeanus ingår i släktet Siboglinoides och familjen skäggmaskar. Inga underarter finns listade i Catalogue of Life.